# 鄭秀和
鄭 秀和（てい しゅうわ、1968年 - ）は日本の建築家、デザイナー。有限会社インテンショナリーズ代表。
建築・インテリアデザイン事務所として代表作に「HOTEL CLASKA」「ユナイテッド・シネマ豊洲」「神宮前レジデンス」「JINS!」などがある他、2002年には東芝のatehaca家電シリーズのプロダクトデザイン／クリエイティブディレクションを担当。また、総合家電メーカーのリアルフリート設立者でamadanaのデザインを手がける他、日本の文房具メーカー7社を統合した、「クラフト・デザイン・テクノロジー」は、家電、ホテルに続き、デザインで世に問う3部作の新ブランドとして設立した。アマダナに関しては、会社創業時より2010年の携帯電話のN-07B迄全てを手掛けていた。
父も金壽根らとともに大阪万博大韓民国館の設計を手がけた建築家である。

## 経歴
- 1968年 - 神奈川県横浜市生まれ
- 1987年 - 神奈川県立川和高等学校卒業
- 1992年 - 武蔵野美術大学造形学部建築学科卒業
- 1994年 - 武蔵野美術大学大学院造形研究科建築研究科修士課程修了
- 1995年 - デザインレーベルとして東京で「インテンショナリーズ」を共同で立ち上げ
- 1996年 - 有限会社インテンショナリーズ一級建築士事務所を共同で設立
- 1999年 - 第2期インテンショナリーズ設立。自社で企画から設計、運営を展開する神宮前のレストラン「花見季（はなみづき）」を経営
- 2002年 - 熊本浩志、田部井雅樹と株式会社リアルフリートの設立に参加
- 2004年 - インテンショナリーズ・リアルフリートのクリエイティブディレクター兼任
- 2005年 - タイラー・ブリュレらと、文具のブランド、Craft DesignTechnology（クラフト・デザイン・テクノロジー）を創設
- 2005年 - バリ島・ヌガラに、新たなリゾートとしてのヴィラ（別荘）構築を計3案件開始
- 2009年現在 - 国内の他に、バリ、韓国、台湾など海外のプロジェクトも展開
- 2010年 - アマダナのクリエイティブディレクターを退任／2010年6月発売の第3弾の携帯電話N-07Bを最後にデザイン業務も修了する
- 2011年より、stellar worksのブランド立ち上げに参画すると共に、デザイナーとして商品を発表
- 台北の巨大施設U-TOWNが着工／金沢での伝統技術の職人らと作品づくりを開始
- 2012年 - 渋谷ヒカリエの11階のインテリアデザインが完成する／インドネシアでの新事業（ADDA）の設立準備が本格化する